# 128925 Conwell
128925 Conwell è un asteroide della fascia principale. Scoperto nel 2004, presenta un'orbita caratterizzata da un semiasse maggiore pari a 3,0745758 UA e da un'eccentricità di 0,2499420, inclinata di 1,25097° rispetto all'eclittica.
L'asteroide è dedicato allo statunitense James Conwell, direttore dell'osservatorio dell'Università dell'Eastern Illinois.